# Noyon
Noyon és un municipi francès, situat al departament de l'Oise i a la regió dels Alts de França. L'any 1999 tenia 14.471 habitants.

## Situació
Noyon es troba a la part nord-oriental de l'Oise.

## Història
Habitat originàriament per tribus gal·les, fou el lloc on Carlemany fou coronat com a rei dels francs l'any 768.
El 1509 hi nasqué el reformador Joan Calví.
Ocupada pels alemanys tant durant la Primera com la Segona Guerra Mundial, la ciutat patí forts desperfectes, i hagué de ser reconstruïda. Conserva la catedral gòtica de Notre-Dame, dels segles XII-XIII.